# Scolymia vitiensis
Scolymia vitiensis е вид корал от семейство Mussidae. Възникнал е преди около 2,59 млн. години по времето на периода неоген. Видът е почти застрашен от изчезване.

## Разпространение и местообитание
Разпространен е в Австралия, Американска Самоа, Британска индоокеанска територия, Вануату, Виетнам, Индия, Индонезия, Камбоджа, Кирибати, Мавриций, Мадагаскар, Малайзия, Малдиви, Малки далечни острови на САЩ, Маршалови острови, Микронезия, Науру, Ниуе, Нова Каледония, Острови Кук, Палау, Папуа Нова Гвинея, Питкерн, Провинции в КНР, Реюнион, Самоа, Сейшели, Сингапур, Соломонови острови, Тайван, Тайланд, Токелау, Тонга, Тувалу, Уолис и Футуна, Фиджи, Филипини, Френска Полинезия и Япония.
Обитава океани, морета, заливи и рифове. Среща се на дълбочина от 1 до 24 m, при температура на водата от 21,4 до 28,4 °C и соленост 34,1 – 35,7 ‰.